# Cantón Pedro Vicente Maldonado
Pedro Vicente Maldonado es un cantón ecuatoriano ubicada al noroeste de la Provincia de Pichincha. Su cabecera cantonal es la ciudad de Pedro Vicente Maldonado, lugar donde se agrupa gran parte de su población total. Es una zona dedicada a la agricultura, ganadería y turismo ecológico, rodeada de diversos ríos y riachuelos se convierte en un atractivo para turistas nacionales e internacionales. Existen 6 cascadas denominadas: las tinas, laguna azul, cascadas verdes, el salto del tigre, Tatalá, cascada del río achotillo.

## Historia

### Origen

#### Recinto (1950 - 1978)
La colonización del Noroccidente de la Provincia de Pichincha se inicia en el año 1950, con Teodoro Arrieta acompañado por un grupo de ciudadanos. Alrededor de 24 personas salen desde la parroquia de Nono hacia Tandayapa y Mindo, llegando a San Miguel de Los Bancos, donde establecieron base para iniciar su explotación. De esta manera se forma la primera y más grande cooperativa denominada "Jhon F. Kennedy" misma que se logra legalizar en 1963. En 1965 se construye la primera casa comunal en el km 111 y se define el lugar para la creación del centro poblado, mismo que se ubica entre los kilómetros 115 y 116 de la actual vía Calacalí-La Independencia. El 29 de septiembre de 1972 se parroquializa "San Miguel de los Bancos", lo que significó independizarnos de la antigua Parroquia "Mindo", y nace jurídicamente el recinto Pedro Vicente Maldonado perteneciente a la Parroquia de San Miguel de los Bancos.

#### Parroquia (1978 - 1987)
El 30 de agosto del año 1978 se aprueba la Ordenanza de creación de la Parroquia número treinta y seis del Cantón Quito, desmembrándose territorial y administrativamente de la Parroquia San Miguel de los Bancos. Luego de la aprobación del H. Consejo Provincial, se publica la resolución en el Registro Oficial número 665 del 6 de septiembre de 1978.

#### Cantonización
A partir del 9 de noviembre de 1987, con la dirección del señor Hugo Pérez, Primer Presidente del Comité de Cantonización y una vez completados lo requisitos y formalidades legales, se daba inicio al estudio del proyecto de cantonización de la Parroquia Pedro Vicente Maldonado. Patricio León Arévalo, Diputado por la Provincia de Morona Santiago, fue quien solicitó directamente al Ministerio de Gobierno, emita el informe referente al Proyecto de Cantonización de Pedro Vicente Maldonado. Algunos diputados del bloque de la Democracia Popular, particularmente de la Provincia de Azuay, auspiciaron nuestra aspiración de Cantonización, pidiendo a la Presidencia de la “ CELIR”, emita el informe correspondiente a fin de que este Proyecto entre a discusión en el Honorable Congreso Nacional. Los días 21 y 22 de junio de 1991, siendo Francisco Cueva Sarango, Presidente del Comité Pro-Cantonización; Héctor Borja Urbano, Presidente de la Junta Parroquial; y la entusiasta población, recibieron la visita de los directivos de la “CELIR” para que efectuaran la inspección de campo.
El 14 de enero de 1992, el Plenario de las Comisiones Legislativas tenía previsto discutir en segundo y definitivo debate del proyecto de Ley de Creación del Cantón Pedro Vicente Maldonado de la Provincia de Pichincha, para lo cual, el pueblo, organizado por la Junta Parroquial, apoyados por el padre Josué Izaguirre y dirigido por el Comité de Cantonización decidió movilizarse multitudinariamente al H. Congreso Nacional en la ciudad de Quito. Ante la suspensión de la sesión decidida por el Dr. Fabián Alarcón, Presidente del H. Congreso Nacional, el pueblo Pedro Vicentino se mantuvo en pie de lucha y pernoctó en la ciudad de Quito, para cuyo efecto el Dr. Pablo Martínez, prestó las instalaciones de la Dirección de Higiene Municipal para albergar a los concurrentes quienes de una u otra forma aspiraban la Cantonización. Al reinstalarse la Sesión del H. Congreso Nacional, a las 17 horas del 15 de enero de 1992, las voces del pueblo Pedro Vicentino alentaban, “Por justicia y por razón Pedro Vicente será Cantón”. El Plenario de las Comisiones Legislativas expide la Ley de creación del cantón "Pedro Vicente Maldonado" el 15 de enero de 1992, misma que se promulga el 24 de enero del mismo año, y se publica en el suplemento del Registro Oficial n.º 862, el 28 de enero de 1992.
Hoy, Pedro Vicente Maldonado crece vertiginosamente con el trabajo y esmero de su comunidad, en esta próspera tierra. La población Pedro Vicentina, está compuesta por emigrantes de diferentes provincias, e incluso de ciudadanos colombianos y peruanos, que por su tierra y clima, se han radicado y han hecho de este singular sector, su nuevo hogar.

## Organización territorial
Sólo es una parroquia :
Parroquia urbana
- Pedro Vicente Maldonado